# イェジー・シェミギノフスキ＝エレウテル
イェジー・シェミギノフスキ＝エレウテル（ポーランド語：Jerzy Siemiginowski-Eleuter,1660年頃 - 1711年頃）は、バロック期のポーランドの画家。ポーランド国王ヤン3世ソビェスキらの宮廷画家を務めた。

## 略歴
現在のウクライナのリヴィウで画家の息子に生まれた。 1677年からポーランド国王ヤン3世ソビェスキに仕え初め、国王からローマに派遣された。 一年ほどパリで過ごした後、ローマに滞在し、1682年にローマで賞を得てローマのアカデミア・ディ・サン・ルカの会員になった。国王から、貴族に叙階された。
ポーランドに戻った後、ヴィラヌフ宮殿の装飾画を描き、王族の肖像画を描いた。1696年にヤン3世が亡くなった後、国王となったアウグスト2世のもとでも宮廷画家の地位を保ち、1700年からのヴィラヌフ宮殿の側翼の建設の管理の仕事をした。

## ギャラリー

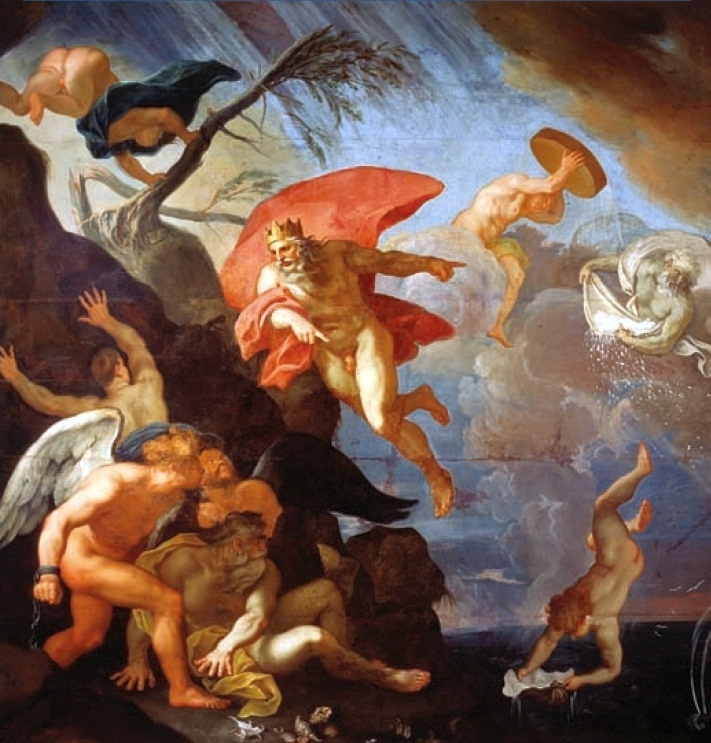
「冬の寓意」（1683年）
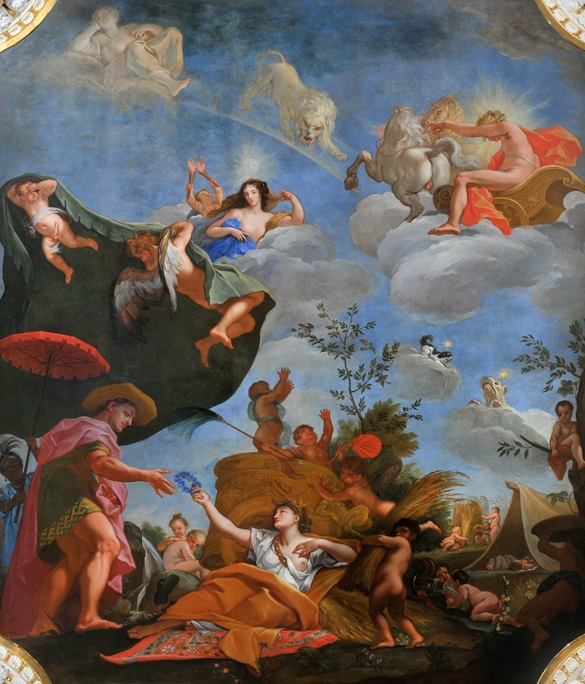
「夏の寓意」（1683年）
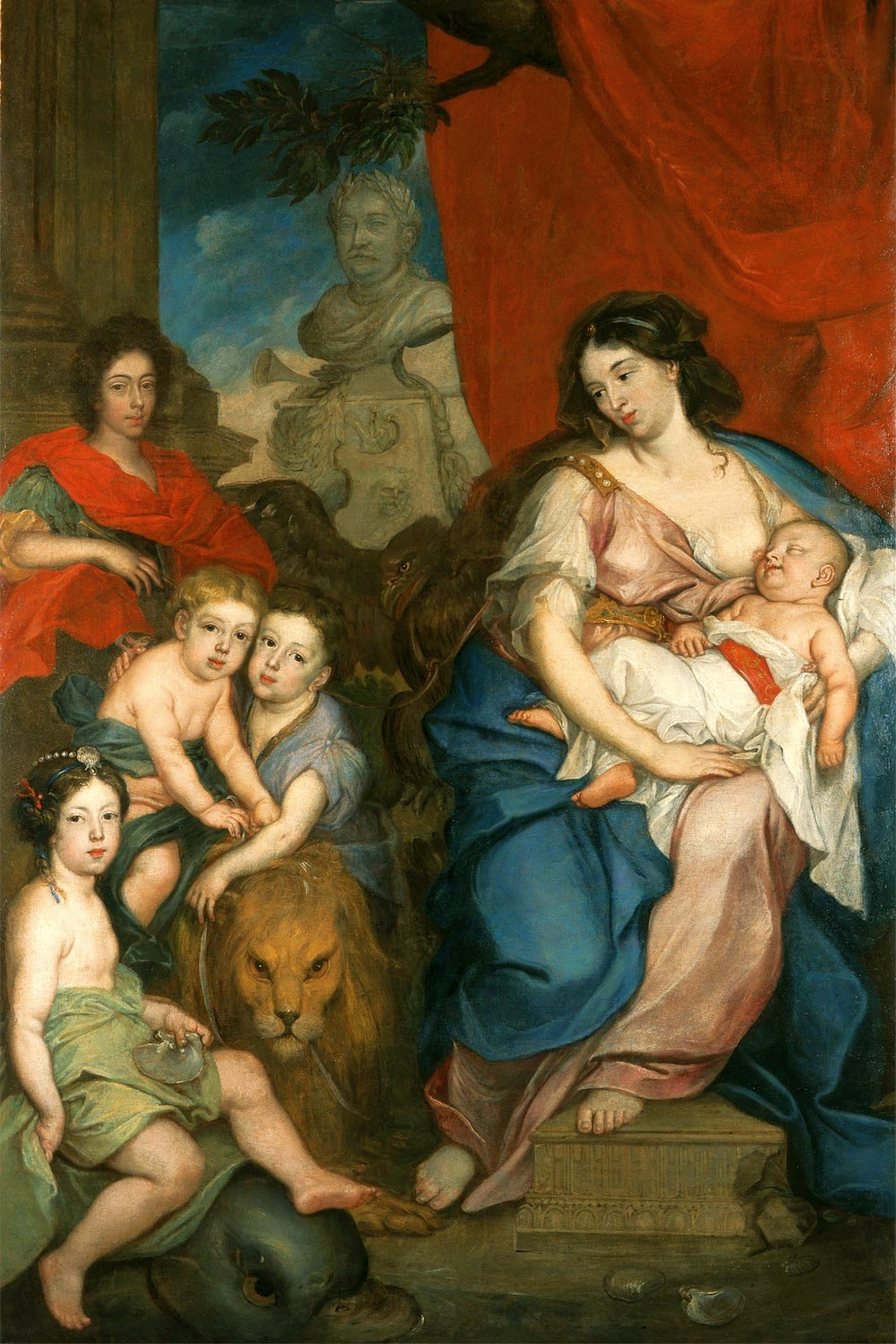
「王妃マリア・カジミェラと子供たち」（1684年）
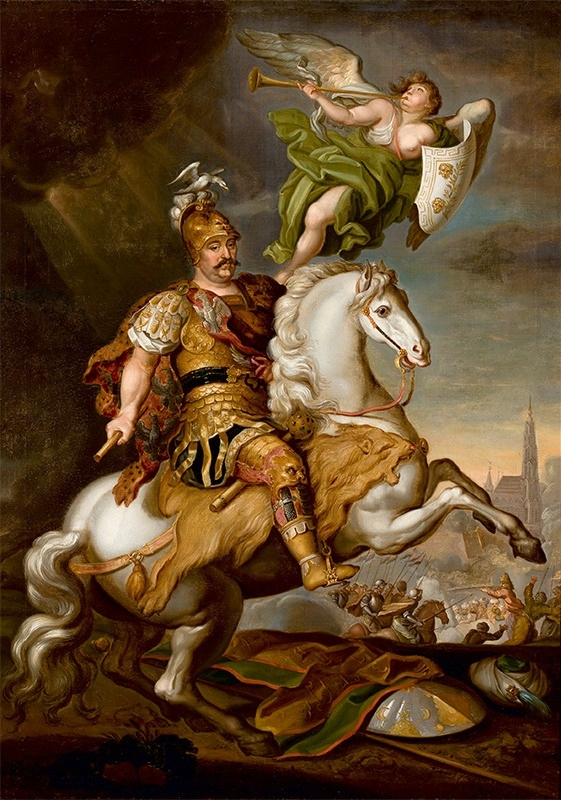
「ウィーンの戦いにおけるヤン3世ソビェスキ」（1686年）